# محمد بن سليمان بن علي
محمد بن سليمان بن علي بن عبد الله بن عباس هو قائد عباسي، ووالي الكوفة والبصرة وتابعيها في الخليج العربي لمعظم حياته. كما لعب دورا رئيسيا في قمع تمرد العلويين في 762-763 و786م، ودعم أبا عبد الله المهدي لتولية الخلافة. صادر الخليفة هارون الرشيد ثروته الهائلة بعد وفاته.

## سيرته
ولد محمد سنة 122 هـ بالحميمة من أرض الشام، كان محمد ابن عم أول خليفتين عباسيين: أبو العباس السفاح وأبو جعفر المنصور. كان والده سليمان بن علي الهاشمي واليًا على البصرة لفترة طويلة، وبعد وفاته عام 759م خلفه ابناه جعفر ومحمد، وصفه المؤرخ هيو إن كندي بأنه «الأقدر والأكثر أهمية من الجيل الأصغر في الأسرة العباسية». ولى محمد البصرة بعد عزل سالم بن قتيبة، ثم ولى الكوفة بعد عيسى بن موسى. ثم عزل محمد بن سليمان عن البصرة سنة 165 هـ، وولاها صالح بن داود، ومات المهدي وعليها روح بن حاتم، فعزله موسى الهادي وولى محمد بن سليمان حتى مات سنة 173 هـ/789م.
ورث محمد سيطرة فعالة على مركز تجاري كبير مثل البصرة، وأصبح ثريًا للغاية. عند وفاته صادر الخليفة هارون الرشيد ثروته، التي قيل إنها بلغت ستين مليون درهم. أفاد الطبري أن عمال هارون عثروا على مجموعة كبيرة من الممتلكات ، من الهدايا القيمة والملابس المختلفة والأطعمة خاصة الأسماك، التي فُسدت جميعًا وألقيت خارج قصره، وكانت الرائحة الكريهة كبيرة لدرجة أن البصريين اضطروا إلى تجنب المنطقة لعدة أيام. بعد وفاته وخسارة ثروته، فقد نسله مكانتهم المرموقة.